# Nuldernauw
Le Nuldernauw est un lac de bordure néerlandais, situé entre le Gueldre et le Flevoland. 
Le lac est relié au sud-ouest, dans les environs de Nijkerk, au Nijkerkernauw et au nord-est, dans les environs de Zeewolde, au Wolderwijd. 
Nuldernauw et Nijkerkernauw sont les deux lacs de bordure les plus étroits. (En néerlandais, nauw signifie étroit). 
Le Nuldernauw est séparé du Nijkerkernauw par un barrage et une écluse (Nijkerkersluis), tandis qu'aucune séparation distincte ne le sépare du Nuldernauw et du Wolderwijd si ce n'est la très nette différence de largeur. 